# Backbeat
Backbeat – biograficzny film muzyczny, wydany w 1994 roku. Opowiada on o hamburskim okresie twórczości zespołu The Beatles, koncentrując się szczególnie na wątku przyjaźni lidera grupy, Johna Lennona i pierwszego basisty, Stuarta Sutcliffe’a, oraz miłości Sutcliffe’a do niemieckiej artystki Astrid Kirchherr. Scenariusz filmu oparto na książce Alana Claysona i Pauline Sutcliffe The real life story behind Backbeat – Stuart Sutcliffe: The Lost Beatle. Film poza przyjaźnią Lennona i Sutcliffe’a pokazuje tryb życia członków zespołu, jaki wtedy prowadzili oraz ciemną stronę nocnego życia w Hamburgu.

## Obsada
| Aktor          | Rola             |
| -------------- | ---------------- |
| Stephen Dorff  | Stuart Sutcliffe |
| Sheryl Lee     | Astrid Kirchherr |
| Ian Hart       | John Lennon      |
| Jennifer Ehle  | Cynthia Powell   |
| Kai Wiesinger  | Klaus Voormann   |
| Scot Williams  | Pete Best        |
| Gary Bakewell  | Paul McCartney   |
| Chris O'Neill  | George Harrison  |
| Paul Duckworth | Ringo Starr      |
| James Doherty  | Tony Sheridan    |
| Rob Spendlove  | Arthur Ballard   |
| Charlie Caine  | Lord Woodbine    |
| Wolf Kahlar    | Bert Kaempfert   |

## Soundtrack
W filmie nie użyto oryginalnych piosenek Beatlesów, lecz covery wykonywane przez muzyków punkowych, głównie po to, aby oddać buntowniczy i surowy charakter piosenek, jakie w okresie przedstawionym w filmie grali Beatlesi (producent filmu porównał nawet wczesną twórczość zespołu do muzyki punkowej).
Muzycy biorący udział w nagrywaniu muzyki do filmu:
- Dave Pirner (Soul Asylum): wokal
- Greg Dulli (The Afghan Whigs): wokal
- Thurston Moore (Sonic Youth): gitara
- Don Fleming (Gumball): gitara
- Mike Mills (R.E.M.): gitara basowa
- Dave Grohl (Nirvana/Foo Fighters): perkusja

Lista utworów użytych w filmie:
1. Money (That's What I Want)
2. Long Tall Sally
3. Bad Boy
4. Twist and Shout
5. Please Mr. Postman
6. C’mon Everybody
7. Rock & Roll Music
8. Slow Down
9. Roadrunner
10. Carol
11. Good Golly Miss Molly
12. Twenty Flight Rock

W roku 1994 soundtrack ten otrzymał nagrodę w kategorii Najlepsza muzyka filmowa przyznaną przez BAFTA.